# Solnik Point
Der Solnik Point (englisch; bulgarisch нос Солник nos Solnik) ist eine 550 m lange und felsige Landspitze an der Nordwestküste von Low Island im Archipel der Südlichen Shetlandinseln. Sie liegt 4,1 km südwestlich des Kap Wallace, 11,15 km nördlich des Kap Garry und bildet die Südseite der Einfahrt zur Kazichene Cove.
Die bulgarische Kommission für Antarktische Geographische Namen benannte sie 2009 nach der Ortschaft Solnik im Nordosten Bulgariens.